# Michel Berto
Michel Berto (25 de diciembre de 1939-25 de diciembre de 1995) fue un escenógrafo y actor teatral y cinematográfico de nacionalidad francesa. 

## Biografía
Nacido en Grenoble, Francia, su verdadero nombre era Michel Hugues Ernest Noël Bertoliatti. Como artista teatral, fue fundador de la compañía Off Limits. Llevó a escena la última pieza de Arthur Adamov, Si l'été revenait, en La Cartoucherie de Vincennes en 1971. Asociado a Jean-Michel Ribes, también puso en escena en 1975 La Poisson, de René Gaudy. 
Charles Trenet escribió para él la canción Michel.
Michel Berto falleció en París, Francia, probablemente el 25 de diciembre de 1995. Su cuerpo fue encontrado sin vida en su domicilio el 2 de enero de 1996. Había estado casado con las actrices Juliet Berto y Marie Berto. 

## Teatro

### Actor
- 1962 : L'Azote, de René de Obaldia, escenografía de René Lesage, Centre dramatique national des Alpes
- 1967 : Le Roi Faim, de Leonid Andréiev, escenografía de Pierre Debauche, Théâtre Récamier
- 1968 : Le Roi Faim, de Leonid Andréiev, escenografía de Pierre Debauche, Sala Le Volcan
- 1974 : Les Bottes de l'ogre y La Résistance, escenografía de Philippe Adrien y Jean-Claude Fall, Théâtre Nanterre-Amandiers
- 1975 : La Poisson, de René Gaudy, escenografía de Michel Berto, Théâtre Paul Éluard Choisy-le-Roi
- 1975 : On loge la nuit-café à l'eau, de Jean-Michel Ribes, escenografía del autor, Hôtel de Donon y Espace Cardin
- 1975 : Dieu le veut, de Jean-Michel Ribes, escenografía del autor, Festival de Aviñón
- 1979 : Rue du théâtre, de Régis Santon, escenografía de Marie-France Santon, Festival de Aviñón
- 1980 : À la renverse, de Michel Vinaver, escenografía de Jacques Lassalle, Théâtre national de Chaillot y Théâtre Jean Vilar Vitry-sur-Seine
- 1983 : Des jours et des nuits, de Harold Pinter, escenografía de François Marthouret, Théâtre de la Gaîté-Montparnasse
- 1984 : L'Ouest, le vrai, de Sam Shepard, escenografía de Jean-Michel Ribes y Luc Béraud, Théâtre de l'Athénée
- 1985 : L'Ouest, le vrai, de Sam Shepard, escenografía de Jean-Michel Ribes y Luc Béraud, Théâtre des Célestins, gira
- 1993 : La resistible ascensión de Arturo Ui, de Bertolt Brecht, escenografía de Jérôme Savary, Théâtre national de Chaillot

### Director
- 1966 : El misántropo, de Molière, Yugendfestpielstreffen Bayreuth
- 1966 : El misántropo, de Molière Marienbad (en gira)
- 1969 : La tempestad, de William Shakespeare, Festival de Aviñón
- 1971 : Los tres mosqueteros, de Alexandre Dumas, Festival de la Cité Carcassonne y Festival de Collioure
- 1972 : Le Remora, de Serge Rezvani, Teatro del Odéon
- 1972 : Si l'été revenait, de Arthur Adamov, La Cartoucherie
- 1975 : La Poisson, de René Gaudy, Théâtre Paul Éluard Choisy-le-Roi
- 1975 : Omphalos Hotel, de Jean-Michel Ribes, Théâtre national de Chaillot
- 1978 : La Nuit du 13, de Sandra Nils, Théâtre Marie Stuart
- 1985 : Impasse-Privé, de Christian Charmetant y Antoine Duléry, Théâtre de l'Athénée

## Filmografía

### Cine
- 1971 : Out 1 : Noli me tangere de Jacques Rivette
- 1971 : Défense de savoir de Nadine Trintignant
- 1974 : Zig Zig de László Szabó
- 1974 : Que la fête commence de Bertrand Tavernier
- 1974 : Erica Minor de Bertrand van Effenterre
- 1975 : Le jeu avec le feu de Alain Robbe-Grillet
- 1976 : Yo, Pierre Rivière, habiendo matado a mi madre, mi hermana y mi hermano... de René Allio
- 1977 : La Septième Compagnie au clair de lune de Robert Lamoureux
- 1977 : Dos inquilinos de Bertrand Tavernier
- 1977 : Roberte de Pierre Zucca
- 1978 : L'argent des autres de Christian de Chalonge
- 1978 : En l'autre bord de Jérôme Kanapa
- 1979 : Le mors aux dents de Laurent Heynemann
- 1979 : Mais où est donc Ornicar? de Bertrand Van Effenterre
- 1979 : Ils sont grands, ces petits de Joël Santoni
- 1979 : La guerre des polices de Robin Davis
- 1979 : La dérobade de Daniel Duval
- 1979 : Bobo Jacco de Walter Bal
- 1980 : C'est encore loin l'Amérique? de Roger Coggio
- 1981 : La provinciale de Claude Goretta
- 1981 : Beau-père de Bertrand Blier
- 1981 : Malevil de Christian de Chalonge
- 1981 : Neige de Juliet Berto y Jean-Henri Roger
- 1982 : Qu'est-ce qu'on attend pour être heureux! de Coline Serreau
- 1983 : Le bon plaisir de Francis Girod
- 1983 : Vive la sociale! de Gérard Mordillat
- 1983 : Merry Go Round de Jacques Rivette
- 1985 : Blessure de Michel Gérard
- 1985 : Le mariage du siècle de Philippe Galland
- 1985 : Kubyre (cortometraje) de Pierre-Henry Salfati
- 1986 : États d'âme de Jacques Fansten
- 1986 : La femme secrète de Sébastien Grall
- 1986 : Les fugitifs de Francis Veber
- 1987 : L'Œil au beur(re) noir de Serge Meynard
- 1990 : Dédé de Jean-Louis Benoît
- 1990 : Aujourd'hui peut-être... de Jean-Louis Bertuccelli
- 1990 : Merci la vie de Bertrand Blier
- 1990 : Les disparus de Saint-Agil de Jean-Louis Benoît
- 1991 : Les enfants du naufrageur de Jérôme Foulon
- 1992 : À demain de Didier Martiny
- 1993 : Jeanne la Pucelle de Jacques Rivette
- 1995 : Les trois frères de Didier Bourdon y Bernard Campan

### Televisión
- 1982, 1983, 1984 : Merci Bernard, serie de Jean Michel Ribes
- 1985 : Le Génie du faux, de Stéphane Kurc
- 1988 : L'Argent, de Jacques Rouffio
- 1990 : Les Dossiers secrets de l'inspecteur Lavardin - telefilm Le Diable en ville, de Christian de Chalonge
- 1993 : Maigret : Maigret et l'homme du banc, de Étienne Périer
- 1997 :  Une soupe aux herbes sauvages, de Alain Bonnot